# Samsung Galaxy J4+
Samsung Galaxy J4+ – smartfon przedsiębiorstwa telekomunikacyjnego Samsung Electronics z serii Galaxy J. Telefon został zaprezentowany 19 września 2018 roku.
Cena telefonu w dniu wejścia do sprzedaży została ustalona na 849 zł.

## Wygląd zewnętrzny oraz wykonanie[3]
Ekran wykonany jest ze szkła. Tylny panel oraz rama telefonu została wykonana z błyszczącego plastiku.
Na tylnej obudowie umieszczona jest latarka
Konstrukcja smartfona jest podobna do Galaxy J4 Core oraz Galaxy J6+.
Na dole urządzenia znajduje się microUSB 2.0, mikrofon oraz gniazdo słuchawkowe (jack 3,5 mm). Po lewej stronie znajduje się przyciski do regulacji głośności i tacki na karty oraz kartę pamięci, natomiast na prawej stronie głośnik oraz przycisk zasilania.
Smartfon jest sprzedawany w 4 kolorach: czarnym, niebieskim i różowym i złotym.

## Specyfikacja techniczna[4][5]

### Wyświetlacz i kamera
Telefon wyposażony jest w wyświetlacz 6,0 calowy IPS LCD HD+ (1480 × 720 px, 274 ppi) o proporcjach 18,5:9. Samsung Galaxy J4+ posiada aparat główny o rozdzielczości 13 MP z przysłoną f/1.9. Z przodu telefonu umieszczony jest przedni aparat o rozdzielczości 5 MP z przysłoną f/2.2 wsparty diodą LED. Tylna kamera może nagrywać wideo do 1080p przy 30 fps.

### Pamięć
Telefon jest wyposażony w 2 GB lub 3 GB pamięci RAM (zależnie od wersji) oraz 16 GB lub 32 GB pamięci wewnętrznej, którą można rozszerzyć za pomocą karty microSD o pojemności do 256 GB.

### Bateria
J4+ posiada baterię litowo-polimerową z pojemnością 3300 mAh.

### Oprogramowanie
Galaxy J4+ jest wyposażony w system Android 8.1 „Oreo” i Samsung Experience 9.5 z możliwością aktualizacji do Androida 9.0 „Pie” i One UI 1.1. Telefon ma również Samsung Knox, który zwiększa bezpieczeństwo systemu i urządzenia. Aktualne poprawki zabezpieczeń dla telefonu zostały wydane 1 lipca 2021 roku i są datowane na 1 grudnia 2020.

### Procesor
Qualcomm Snapdragon 425 z zegarem procesora 1,4 GHz (4x1.4 GHz Cortex-A53). Jest on w 28nm procesie litograficznym. Procesor posiada 4 rdzenie oraz układ graficzny Adreno 308 @500 MHz.

### Inne informacje
J4+ posiada funkcję rozpoznawania twarzy. Można umieścić w nim dwie karty SIM, w ramach „dual SIM”. Telefon posiada akcelerometr, czujnik światła, czujnik zbliżeniowy oraz czujnik grawitacyjny.

### Testy syntetyczne[8]
AnTuTu: 43448
GeekBench: 649 (Single-Core), 1757 (Multi-Core)